# スイヘイリーベ 〜魔法の呪文〜
「スイヘイリーベ 〜魔法の呪文〜」（スイヘイリーベ まほうのじゅもん）は、かっきー&アッシュポテト（柿島伸次、麻生祥一郎、タカバタケ俊）の楽曲。ファーストシングルとして2009年7月29日にFlying Dogから発売された。

## 概要
2009年に放送されたテレビアニメ『エレメントハンター』のエンディングテーマである。
「ただ元素を並べるだけではなく、楽しんで化学に親しんでもらいたい」との思いで制作された。当時の周期表に記載されていた、ランタノイドおよびアクチノイドを含むレントゲニウム（原子番号111）までの元素が歌詞に登場し、小中学校や学習塾、市民講座など、実際の教育現場でも教材として使用されている。
2015年にアルバム『暗記ダッシュ! 〜九九ロックンロール!!』に収録された他、クリステル・チアリが歌唱したヴァージョン、2021年には、コペルニシウム（原子番号112）からオガネソン（原子番号118）までの新しい7元素が追加された「New Version」、英語ヴァージョンの「スイヘイリーベ 〜The Magic Spell〜」も発表された。
2023年10月には公式ミュージック・ビデオの再生回数が1,000万回を超えた。

## シングル収録内容
| #         | タイトル                                              | 作詞                         | 作曲      | 編曲                    | 時間  |
| --------- | ----------------------------------------------------- | ---------------------------- | --------- | ----------------------- | ----- |
| 1.        | 「スイヘイリーベ 〜魔法の呪文〜」                     | アッシュポテト               | 柿島伸次  | 柿島伸次                | 4:05  |
| 2.        | 「科学者偉人伝 〜みんな初めは〜」                     | 柿島伸次、麻生祥一郎、高畠俊 | 柿島伸次  | 柿島伸次                | 4:32  |
| 3.        | 「花粉症ブルース」                                    | 柿島伸次                     | 柿島伸次  | かっきー&アッシュポテト | 2:52  |
| 4.        | 「スイヘイリーベ 〜魔法の呪文〜」(オリジナルカラオケ) |                              |           |                         | 4:05  |
| 5.        | 「科学者偉人伝 〜みんな初めは〜」(オリジナルカラオケ) |                              |           |                         | 4:32  |
| 6.        | 「花粉症ブルース」(オリジナルカラオケ)                |                              |           |                         | 2:52  |
| 合計時間: | 合計時間:                                             | 合計時間:                    | 合計時間: | 合計時間:               | 22:58 |

## 収録アルバム
| ヴァージョン           | アルバム                                                                  | 発売日        | 規格品番   |
| ---------------------- | ------------------------------------------------------------------------- | ------------- | ---------- |
| オリジナル             | 『暗記ダッシュ! 〜九九ロックンロール!!』                                  | 2015年1月21日 | COCX-38950 |
| クリステル・チアリ歌唱 | 『うたって覚えよう! 〜九九のうた、県庁所在地』                            | 2011年3月23日 | KICG-300   |
| 英語ヴァージョン       | 『もっと知りたい やってみたい! 探究ダッシュ! 〜宇宙、元素、人体、九九〜』 | 2021年2月17日 | COCX-41389 |
| New Version            | 『もっと知りたい やってみたい! 探究ダッシュ! 〜宇宙、元素、人体、九九〜』 | 2021年2月17日 | COCX-41389 |